# Oedosmylus brevis
Oedosmylus brevis là một loài côn trùng trong họ Osmylidae thuộc bộ Neuroptera. Loài này được New miêu tả năm 1990.